# Kelisia riboceros
Kelisia riboceros är en insektsart som beskrevs av Asche 1986. Kelisia riboceros ingår i släktet Kelisia och familjen sporrstritar.
Artens utbredningsområde är Grekland. Inga underarter finns listade i Catalogue of Life.